# Дхармапаша
Дхармапаша (бенг. ধরমপাশা, англ. Dharmapasha) — город на северо-востоке Бангладеш, административный центр одноимённого подокруга. Площадь города равна 3,93 км². По данным переписи 2001 года, в городе проживало 4974 человека, из которых мужчины составляли 52,45 %, женщины — соответственно 47,55 %. Плотность населения равнялась 1266 чел. на 1 км². Уровень грамотности взрослого населения составлял 35,9 % (при среднем по Бангладеш показателе 43,1 %).